# Mariä Schmerzen (Kaubitz)

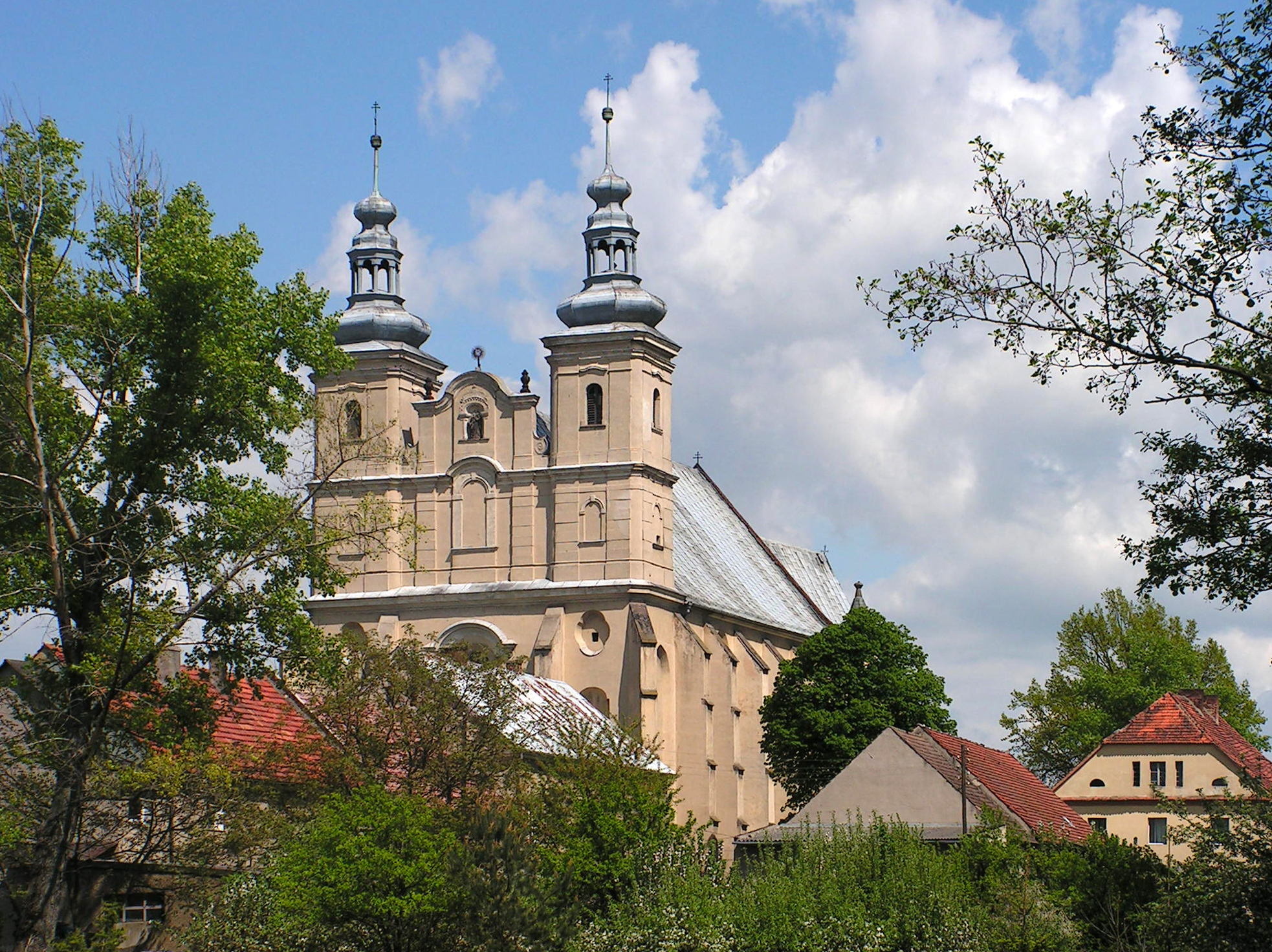
Kirche Mariä Schmerzen in Kaubitz

Die Wallfahrtskirche Mariä Schmerzen (kościół parafialny pw. Matki Boskiej Bolesnej) in Kaubitz, einem Ortsteil der polnischen Gemeinde Ząbkowice Śląskie im Powiat Ząbkowicki in der Woiwodschaft Niederschlesien, wurde von 1495 bis 1501 als Stiftung des Breslauer Domherrn Christoph von Reibnitz und dessen Bruder Dipprand an der Stelle eines Vorgängerbaus aus der Mitte des 15. Jahrhunderts errichtet. Die Mariä Schmerzen geweihte Kirche ist ein geschütztes Kulturdenkmal.
Auf Initiative des Kanonikers Anton Zinneburg wurde die Kirche von 1730 bis 1736 im Stil des Barocks umgebaut und erweitert.
Die barocke Ausstattung mit Hauptaltar, sechs Seitenaltären und Kanzel entstand in der zweiten Hälfte des 18. Jahrhunderts. Die Gemälde Unbefleckte Empfängnis Mariä und Heilige Barbara schuf der aus Bayern stammende Maler Felix Anton Scheffler.